# Filip Kostić
Filip Kostić (Kirin Serbia: Душан Влаховић; sinh 1 tháng 11 năm 1992) là một cầu thủ bóng đá chuyên nghiệp người Serbia chơi ở vị trí tiền vệ cánh trái và hậu vệ cánh trái cho câu lạc bộ Juventus tại Serie A và Đội tuyển bóng đá quốc gia Serbia.

## Sự nghiệp câu lạc bộ

### Radnički Kragujevac
Kostić có trận ra đầu tiên của câu lạc bộ Radnički Kragujevac vào năm 2010 ở tuổi 17. Đây là sau khi câu lạc bộ này được thăng hạng SuperLiga từ Hạng nhất Serbia. Anh bắt đầu thu hút sự quan tâm tới các câu lạc bộ Red Star Belgrade, R.S.C. Anderlecht, Udinese Calcio, and Tottenham Hotspur. Vào ngày 15 tháng 4 năm 2012, anh được vinh danh là cầu thủ cánh trái đá chính trong đội hình ý tưởng của Sportal ở vòng 24 SuperLiga 

### Groningen
Ngày 4 tháng 4 năm 2012, anh ký hợp đồng với Groningen ở Eredivisie và chuyển đến Hà Lan vào tháng 6 năm 2012 sau khi kết thúc mùa giải này. Anh đã ra mắt lần đầu cho Groningen vào ngày 21 tháng 10 năm 2012 Sau khi có ít thời gian thi đấu, Kostić cuối cùng đã bắt đầu thể hiện tiềm năng đầy hứa hẹn từ mùa giải Eredivisie 2013–14; anh đã thu hút sự chú ý của giới truyền thông sau khi chơi trận, trong đó anh có một pha kiến tạo trước NEC, và sau đó ngày 25 tháng 8, anh đã làm tăng thêm danh tiếng về lối chơi của mình bằng pha kiến tạo hai lần trước Go Ahead Eagles. Cuối cùng, vào ngày 20 tháng 10 năm 2013, Kostić ghi bàn thắng đầu tiên cho Groningen trong chiến thắng với tỷ số 1–0 trước PSV Eindhoven. Kostić đã nhận nhiều lời chỉ trích trong một cuộc phỏng vấn truyền thông sau trận hòa 0–0 gặp Aberdeen F.C. Ở lượt trận thứ hai của vòng loại UEFA Europa League, anh đã lập kỷ lục sau trận đấu cho rằng: "Chúng tôi về nhà hạnh phúc, chúng tôi đã làm được 80% những gì chúng tôi cần phải trải qua" Groningen thua câu lạc bộ Scotland với tỷ số 1-2 tại Euroborg. Cầu thủ cánh Aberdeen Jonny Hayes sau đó đã được trích dẫn nói rằng "Tôi khá hạnh phúc khi đọc những lời của họ xuống cổ họng của họ"

### VfB Stuttgart
Ngày 9 tháng 8 năm 2014, Kostić chuyển đến câu lạc bộ Đức VfB Stuttgart với giá 6 triệu euro và khoản tiền thưởng có thể là 1 triệu euro. Groningen cũng sẽ nhận được 15% phí chuyển nhượng tương lai mà VfB Stuttgart nhận được. Kostić ký hợp đồng với VfB Stuttgart có thời hạn đến tháng 6 năm 2019.

### Hamburger SV
Sau khi VfB Stuttgart xuống hạng vào cuối mùa giải 2015–16, Kostić được chuyển đến Hamburger SV với mức giá 14 triệu euro, anh trở thành cầu thủ đắt giá nhất trong lịch sử câu lạc bộ.

### Eintracht Frankfurt
Ngày 20 tháng 8 năm 2018, sau khi Hamburger SV xuống hạng vào cuối mùa giải 2017–18, Kostić gia nhập Eintracht Frankfurt dưới dạng cho mượn đến hết mùa giải 2018–19.
Ngày 17 tháng 5 năm 2019, Frankfurt đã công bố việc ký hợp đồng dài hạn với Kostić theo dạng hợp đồng dài hạn cho đến năm 2023.
Ngày 14 tháng 4 năm 2022, Kostić đã có ghi hai bàn khi Frankfurt đánh bại Barcelona 3–2 tại Camp Nou và 4–3 chung cuộc tại UEFA Europa League để giành quyền vào bán kết. Sau đó Frankfurt đã vô địch Europa League, và Kostic được đánh giá là cầu thủ xuất sắc nhất và cầu thủ kiến tạo hàng đầu của mùa giải này.

### Juventus
Ngày 12 tháng 8 năm 2022, Juventus thông báo rằng anh đã gia nhập với câu lạc bộ này theo một thỏa thuận bốn người.

## Sự nghiệp quốc tế
Ngày 7 tháng 6 năm 2015, Kostić có trận ra mắt Đội tuyển bóng đá quốc gia Serbia gặp Azerbaijan trong trận giao hữu thắng 4–1 tại Sankt Pölten, Áo, thay cho Lazar Marković ở phút thứ 56. Anh đã có trận đầu tiên của đội tuyển Serbia vào ngày 13 tháng 6 năm 2015 trong vòng loại UEFA Euro 2016 vòng bảng I gặp Đan Mạch. Ngày 5 tháng 9 năm 2016, anh ghi bàn thắng đầu tiên của đội tuyển quốc gia vào lưới Cộng hòa Ireland trong trận hòa 2–2.
Tháng 6 năm 2018, anh được chọn vào đội tuyển Serbia tham dự 2018 World Cup, chơi cả ba trận đấu vòng bảng

## Thống kê sự nghiệp

### Câu lạc bộ
Tính đến ngày 6 tháng 11 năm 2022
| Câu lạc bộ          | Mùa giải            | Giải đấu             | Giải đấu | Giải đấu | Cúp quốc gia | Cúp quốc gia | Châu Âu | Châu Âu | Tổng cộng | Tổng cộng |
| Câu lạc bộ          | Mùa giải            | Hạng                 | Trận     | Bàn      | Trận         | Bàn          | Trận    | Bàn     | Trận      | Bàn       |
| ------------------- | ------------------- | -------------------- | -------- | -------- | ------------ | ------------ | ------- | ------- | --------- | --------- |
| Radnički Kragujevac | 2009–10             | Serbian League West  | 5        | 0        | —            | —            | —       | —       | 5         | 0         |
| Radnički Kragujevac | 2010–11             | Serbian First League | 30       | 2        | —            | —            | —       | —       | 30        | 2         |
| Radnički Kragujevac | 2011–12             | Serbian SuperLiga    | 27       | 3        | 2            | 0            | —       | —       | 29        | 3         |
| Radnički Kragujevac | Tổng                | Tổng                 | 62       | 5        | 2            | 0            | —       | —       | 64        | 5         |
| Groningen           | 2012–13             | Eredivisie           | 7        | 0        | 0            | 0            | —       | —       | 7         | 0         |
| Groningen           | 2013–14             | Eredivisie           | 38       | 11       | 3            | 1            | —       | —       | 41        | 12        |
| Groningen           | 2014-15             | Eredivisie           | 0        | 0        | 0            | 0            | 2       | 0       | 2         | 0         |
| Groningen           | Tổng cộng           | Tổng cộng            | 45       | 11       | 3            | 1            | 2       | 0       | 50        | 12        |
| VfB Stuttgart       | 2014–15             | Bundesliga           | 29       | 3        | 1            | 0            | —       | —       | 30        | 3         |
| VfB Stuttgart       | 2015–16             | Bundesliga           | 30       | 5        | 3            | 0            | —       | —       | 33        | 5         |
| VfB Stuttgart       | Tổng                | Tổng                 | 59       | 8        | 4            | 0            | —       | —       | 63        | 8         |
| Hamburger SV        | 2016–17             | Bundesliga           | 31       | 4        | 4            | 0            | —       | —       | 35        | 4         |
| Hamburger SV        | 2017–18             | Bundesliga           | 30       | 5        | 0            | 0            | —       | —       | 30        | 5         |
| Hamburger SV        | Tổng cộng           | Tổng cộng            | 61       | 9        | 4            | 0            | —       | —       | 65        | 9         |
| Eintracht Frankfurt | 2018–19             | Bundesliga           | 34       | 6        | 0            | 0            | 12      | 4       | 46        | 10        |
| Eintracht Frankfurt | 2019–20             | Bundesliga           | 33       | 4        | 3            | 3            | 15      | 5       | 51        | 12        |
| Eintracht Frankfurt | 2020–21             | Bundesliga           | 30       | 4        | 0            | 0            | —       | —       | 30        | 4         |
| Eintracht Frankfurt | 2021–22             | Bundesliga           | 31       | 4        | 0            | 0            | 12      | 3       | 43        | 7         |
| Eintracht Frankfurt | 2022–23             | Bundesliga           | 1        | 0        | 1            | 0            | 0       | 0       | 2         | 0         |
| Eintracht Frankfurt | Tổng cộng           | Tổng cộng            | 129      | 18       | 4            | 3            | 39      | 12      | 172       | 33        |
| Juventus            | 2022–23             | Serie A              | 13       | 1        | 0            | 0            | 6       | 0       | 19        | 1         |
| Tổng cộng sự nghiệp | Tổng cộng sự nghiệp | Tổng cộng sự nghiệp  | 369      | 52       | 17           | 4            | 47      | 12      | 433       | 68        |

1. ↑  Serbian Cup, KNVB Cup, DFB Pokal, Coppa Italia
2. ↑  UEFA Champions League, UEFA Europa League
3. ↑  UEFA Champions League

### Đổi tuyển quốc gia
Tính đến ngày 25 tháng 3 năm 2024
| Đội tuyển | Năm  | Trận | Bàn |
| --------- | ---- | ---- | --- |
| Serbia    | 2015 | 5    | 0   |
| Serbia    | 2016 | 8    | 2   |
| Serbia    | 2017 | 6    | 0   |
| Serbia    | 2018 | 9    | 0   |
| Serbia    | 2019 | 4    | 0   |
| Serbia    | 2020 | 3    | 0   |
| Serbia    | 2021 | 8    | 1   |
| Serbia    | 2022 | 9    | 0   |
| Serbia    | 2023 | 8    | 0   |
| Serbia    | 2024 | 2    | 0   |
| Tổng      | Tổng | 62   | 3   |

Tính đến ngày 27 tháng 3 năm 2021
| # | Ngày                     | Địa điểm                                   | Số trận | Đối thủ          | Bàn thắng | Kết quả | Giải đấu                      |
| - | ------------------------ | ------------------------------------------ | ------- | ---------------- | --------- | ------- | ----------------------------- |
| 1 | ngày 5 tháng 9 năm 2016  | Sân vận động Rajko Mitić, Belgrade, Serbia | 10      | Cộng hòa Ireland | 1–1       | 2–2     | Vòng loại FIFA World Cup 2018 |
| 2 | ngày 6 tháng 10 năm 2016 | Sân vận động Zimbru, Chișinău, Moldova     | 11      | Moldova          | 1–0       | 3–0     | Vòng loại FIFA World Cup 2018 |
| 3 | ngày 27 tháng 3 năm 2021 | Sân vận động Rajko Mitić, Belgrade, Serbia | 37      | Bồ Đào Nha       | 2–2       | 2–2     | Vòng loại FIFA World Cup 2022 |

## Danh hiệu
Eintracht Frankfurt
- UEFA Europa League: 2021–22

Juventus
- Coppa Italia: 2023–24[25]

Cá nhân
- Đội hình xuất sắc nhất mùa giải UEFA Europa League: 2018–19,[26] 2021–22[27]
- Đội hình xuất sắc nhất mùa giải Bundesliga: 2019–20[28]
- Cầu thủ xuất sắc nhất của mùa giải UEFA Europa League: 2021–22[29]
- Kiến tạo hàng đầu của mùa giải UEFA Europa League: 2021–22[29]